# Ibicoara
Ibicoara är en kommun i Brasilien.   Den ligger i delstaten Bahia, i den östra delen av landet, 800 km öster om huvudstaden Brasília. Antalet invånare är 17 301.
Omgivningarna runt Ibicoara är huvudsakligen savann. Runt Ibicoara är det glesbefolkat, med 12 invånare per kvadratkilometer.